# تیمور اینو
تیمور اینو (انگلیسی: Timur Eneev; ۲۳ سپتامبر ۱۹۲۴ – ۸ سپتامبر ۲۰۱۹) ریاضی‌دان اهل اتحاد جماهیر شوروی سوسیالیستی بود.
وی همچنین برندهٔ جوایزی همچون جایزه لنین، نشان لنین، نشان انقلاب اکتبر، و جایزه دولتی اتحاد شوروی شده‌است.